# 致死基因
致死基因（英語：lethal genes）是指某种可能导致生物体死亡的等位基因，也称致死等位基因（Lethal alleles）。这些基因通常是由生长或发育过程中必不可少的基因突变而来。致死基因可分为隐性致死或显性致死，也可能取决于一个或多个基因。这种基因可在产前或出生后的任意时间内导致生物死亡。